# Las Quintanillas
Las Quintanillas  ist ein Ort und eine Gemeinde (municipio) mit 388 Einwohnern (Stand: 2024) in der Provinz Burgos und der Region Kastilien-León im Norden Spaniens. Zur Gemeinde gehören auch die beiden Weiler Santa María Tajadura und Villarmentero.

## Lage und Klima
Las Quintanillas liegt etwa 500 m nördlich des Jakobswegs (Camino Francés) in einer Höhe von ca. 845 m etwa 18 km (Fahrtstrecke) westlich der Stadt Burgos. Das Klima im Winter ist rau, im Sommer dagegen trocken und warm; Regen (ca. 580 mm/Jahr) fällt überwiegend im Winterhalbjahr.

## Bevölkerungsentwicklung
| Jahr      | 1857 | 1900 | 1950 | 2000 | 2017 |
| Einwohner | 490  | 425  | 395  | 345  | 382  |

Trotz der Mechanisierung der Landwirtschaft und der Aufgabe von bäuerlichen Kleinbetrieben ist die Bevölkerung der Gemeinde weitgehend konstant geblieben, was hauptsächlich auf die relative Nähe zur Großstadt Burgos zurückzuführen ist.

## Wirtschaft

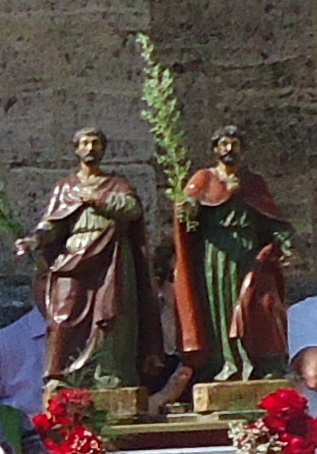
Die hll. Facundus und Primitivus beim jährlichen Patronatsfest

Die Landwirtschaft, zu der auch ein wenig Viehzucht (z. B. Schweine, Hühner) gehörte, spielte seit jeher die wichtigste Rolle für die Bevölkerung der Region; im Ort selber entwickelten sich in kleinem Umfang auch Handwerk, Handel und Dienstleistungsgewerbe. Seine Lage unweit des Jakobswegs hat dem Ort im Hinblick auf Einnahmen aus dem Tourismus bislang wenig genutzt.

## Geschichte
Wahrscheinlich wurde der Ort im 9. Jahrhundert gegründet oder wiederbesiedelt (repoblación). Im Mittelalter wechselte Ort mehrfach den Grundherrn – mal gehörte er zu Burgos, mal zur gut 30 km nördlich gelegenen Burg von Úrbel.

## Sehenswürdigkeiten
Las Quintanillas
- Die Pfarrkirche stammt aus dem 14./15. Jahrhundert und ist den Heiligen Facundus und Primitivus geweiht. Der Westturm und die Fassade wurden im 18. Jahrhundert im klassizistischen Stil umgestaltet.

Santa María Tajadura
- Die ursprünglich romanische Kirche erhielt im 18. Jahrhundert einen Westturm.[4]

Villarmentero
- Am kleinen Platz im Ortszentrum steht die ländliche gotische Kirche San Esteban.